# オリビ
オリビ(Ourebia ourebi)は、細い足と長い首を持った小型のアンテロープで、アフリカのサハラ砂漠以南に生息する。

## 概要
オリビは体長92cmから110cm、肩高50cmから66cm、体重12kgから22kgに成長する。40-55km/hの速度で走ることができる。寿命は14年程度である。
背中と上胸部は黄色から橙茶色で、顎、喉、胸、腹、尻は白色である。尾は短くてふさふさしており、上の方は黒色から濃茶色、下の方は白色である。目の上にある三日月型の白い毛は、似たような他のアンテロープから種を見分ける目印になっている。両耳の下には、大きく丸い黒い模様がある。鼻孔は赤く、顔の側面には垂直にしわが走っており、その中に腺がある。腺からは、縄張りをマーキングする匂いが分泌される。オスにのみ細長い角が生える。角は19cmの長さを記録したことがある。

## 分布と生息域
オリビは、アフリカのサハラ砂漠以南のほとんどの国で見られる。西はセネガルからエチオピアを経て南のソマリア、南東のケニア、北のボツワナ、ウガンダ、アンゴラにまで分布する。モザンビーク、ジンバブエ、南アフリカ共和国でもパッチ状に存在する。
オリビは主に開けた野原やまばらな藪に棲息し、食用となる背の低い草と捕食者から身を守る背の高い草のある場所を好む。オリビはかなり水に依存して生活しており、急斜面を避ける傾向にある。

## 生殖
8月から12月の繁殖期には、オスは縄張り内の全てのメスと関係を持つ。通常は、各縄張りの中には1匹か2匹のメスだけがいる。6カ月から7カ月の妊娠期間の後、1匹の子供が生まれる。最初の8週間から10週間は、メスは密集した草の中に子供を隠し、乳を与えるために定期的に戻ってくる。子供は4カ月から5カ月で乳離れし、メスは10カ月、オスは14カ月程で性的に成熟する。

## 食糧
オリビは丈の短い草を好むが、乾期には葉や芽を食べることもある。草原で火事があるとその跡に戻り、新芽を食べる姿がしばしば見られる。ミネラル補給のために岩を舐めることもある。

## 捕食者
オリビは、ライオン、ヒョウ、カラカル、ハイエナ、猟犬、ジャッカル、クロコダイル、ニシキヘビ等の多くの動物の獲物となる。子供はワシ等の猛禽類やジェネット等の小さな哺乳類にも襲われる。

## 行動
オリビはつがいか、1頭のオスと数頭のメスからなる小グループで見られる。日中の暑い時間は休み、朝と午後遅くから夕方に活発に活動する。捕食者を警戒する時には、甲高い鳴き声で叫ぶが、捕食者が数m以内に近づくまで逃げずに、カモフラージュにまぎれてじっとしている。捕食者が近づくと、数歩ごとに足を空中で弾ませるようにして逃げるが、この行動はストッティングとして知られている。

## 保全状況
多くの場所で、次のような人間の行動によりオリビの棲息が脅かされている。
- 生息域の破壊 - 居住地、商業林、農地等を拡大するために草原が減っている。
- 違法狩猟 - 輪なわの罠で捉えたり、猟犬で狩ったりする違法狩猟が特に南アフリカで大きな脅威となっている。
- 不適切な管理 - オリビの多くの生息域で、農地管理はオリビとの共存を容認しないため、持続可能なレベル以上の狩りが行われる。

オリビは、いくつかの保護区の中と世界自然保護基金によるSpecies Projectによって繁殖している。Species Projectでは、適切な生息地に放した後、生育可能な範囲や生息地の好みの調査を行っている。プロジェクトの長期の目標は、野生の頭数を持続可能な数まで増やすことである。

## 亜種
これまで13の亜種が記録されている。
- Ourebia ourebi aequatoria (ウガンダ)
- Ourebia ourebi cottoni (タンザニア)
- Ourebia ourebi dorcas (チャド)
- Ourebia ourebi gallarum (エチオピア中央部)
- Ourebia ourebi goslingi (ザイール北部)
- Ourebia ourebi haggardi (ケニア北部)
- Ourebia ourebi hastata (ザイール, マラウイ, ジンバブエ)
- Ourebia ourebi kenyae (ケニア)
- Ourebia ourebi montana (スーダンからエチオピア西部)
- Ourebia ourebi ourebi (南アフリカ)
- Ourebia ourebi quadriscopa (セネガルからナイジェリア)
- Ourebia ourebi rutila (アンゴラ)
- Ourebia ourebi ugandae (ウガンダ)

このうち2つの亜種は国際自然保護連合のレッドリストに載せられている。Ourebia ourebi haggardiは危急 (Vu C1)に、Ourebia ourebi kenyaeは 絶滅 (EX)に分類されている。